# Tlacuatzin canescens
Tlacuatzin canescens e вид опосум от семейство Didelphidae, единствен представител на род Tlacuatzin.

## Разпространение
Видът е ендемичен за Мексико и е разпространен от южната част на Сонора до Оахака, прилежащите острови и полуостров Юкатан. Обитава сухи местности, широколистни гори със сезонни валежи и влажни тропически гори на височина до 2100 m.

## Хранене
Видът е полуназемен. Прекарва повече време на земята в сравнение с други опосуми. Храни се с насекоми, смокини, плодове на кактуси.

## Размножаване
Гнезди в сухи листа и стъбла на малки дървета и храсти или хралупи в кактуси или клони на дърветата и изоставени птичи гнезда. В западната част на Мексико размножителния период е от август до октомври. Раждат от 8 до 13 малки.